# Kinnemor & kærligheden
Kinnemor & kærligheden er en dansk dokumentarfilm fra 2001 med instruktion og manuskript af Christine Raarup.

## Handling
Man kan ikke tæmme en fugl med sådan et vingefang, så stopper livet. Sagt om Kinnemor, maleren Kirsten Høm, der i alder af 90 år stadig føler sig ung indeni og er fuld af anarkistisk frihedstrang. Dokumentaristen Christine Raarup har igennem fem år fulgt den vitale dame, som med humor og klarsyn beretter om sin livslange jagt på kærligheden. Undervejs i filmforløbet dropper Kinnemor pludselig 'plagehjemmet', som hun kalder det, for at flytte hjem og forsøge at finde sin gamle kæreste. En portrætfilm fyldt med stor ømhed - ikke mindst i scenerne med Kinnemor og hendes hengivne søn, fotografen Jesper Høm, der med ét gik bort før moderen.